# Michael Burke
Michael Burke (nacido en 1957 en Francia) es el Director General de la empresa Louis Vuitton, y miembro del consejo de administración de la empresa.

## Formación y recorrido
En 1980, se diplomó en el EDHEC Lille.
Posteriormente se une al grupo Arnault donde estuvo a cargo de las operaciones inmobiliarias a Estados Unidos, esto antes de unirse al grupo LVMH - Moët Hennessy Louis Vuitton en 1986, donde ejerce responsabilidades que no cesan de crecer a lo largo de su carrera. En un comienzo fue responsable de la filial estadounidense de Christian Dior de 1986 a 1993, dirigió luego Louis Vuitton North America entre 1993 y 1997.
Se convierte en el Director General de Christian Dior en París en 1997.
Como consecuencia de su recompra por parte de LVMH en 2003 Michael fue nombrado Presidente de Fendi, casa que él transforma completamente, asegurándole el éxito. 
En febrero de 2012, Michael Burke toma la dirección de Bulgari antes de ser nombrado, en diciembre de 2012 Presidente-Director general de Louis Vuitton.

## Familia
Michael Burke está casado y es padre de 5 hijos.

## Distinciones
Ha sido elegido « EDHEC Alumni of the Year 2013 ».